# Аїтово (Міякинський район)
Аї́тово (рос. Аитово, башк. Айыт) — присілок у складі Міякинського району Башкортостану, Росія. Входить до складу Уршакбашкарамалинської сільської ради.
Населення — 121 особа (2010; 145 в 2002).
Національний склад:
- башкири — 97%